# Kjell Wätjen
Kjell Wätjen, né le 16 février 2006 à Gevelsberg en Allemagne, est un footballeur allemand qui évolue au poste de milieu central au Borussia Dortmund.

## Biographie

### En club
Né à Gevelsberg en Allemagne, Kjell Wätjen est notamment formé au Borussia Dortmund. Il fait partie des jeunes joueurs les plus prometteurs du club,.
Il se distingue au cours de la saison 2023-2024 avec l'équipe des moins de 19 ans du BVB, étant l'un des joueurs les plus décisifs de l'équipe et officiant comme capitaine. Il est repéré par Edin Terzić, l'entraîneur de l'équipe première, qui l'intègre au groupe professionnel. Il est notamment présent sur le banc des remplaçants lors d'un match de championnat face au 1. FC Heidenheim 1846 en février 2024. Le 27 mars 2024, Wätjen signe son premier contrat professionnel avec le Borussia Dortmund, étant alors lié au club jusqu'en juin 2028.

### En sélection
En mai 2023, il est retenu avec les moins de 17 ans par le sélectionneur Christian Wück (en) afin de participer au Championnat d'Europe.
Il se fait notamment remarquer durant la phase de groupe, le 23 mai 2023 contre l'Écosse en marquant un but. Il contribue ainsi à la victoire de son équipe (3-0 score final).
L'Allemagne atteint la finale de la compétition après sa victoire face à la Pologne le 30 mai 2023 (3-5 score final). Durant cette demi-finale il est notamment l'auteur d'un but et d'une passe décisive. Son équipe s'impose en finale face à la France après une séance de tirs au but, le 2 juin 2023.

## Palmarès
Allemagne -17 ans
- Championnat d'Europe -17 ans
  - Vainqueur : 2023